# سارا اولمر
سارا اولمر (انگلیسی: Sarah Ulmer؛ زادهٔ ۱۴ مارس ۱۹۷۶) دوچرخه‌سوار اهل نیوزیلند بود.
وی در مسابقات کشوری و بین‌المللی در مجموع برندهٔ ۴ مدال طلا، ۲ مدال نقره، ۱ مدال برنز شده‌است.